# Masdevallia mejiana
Masdevallia mejiana là một loài lan đặc hữu của Colombia.

## Hình ảnh

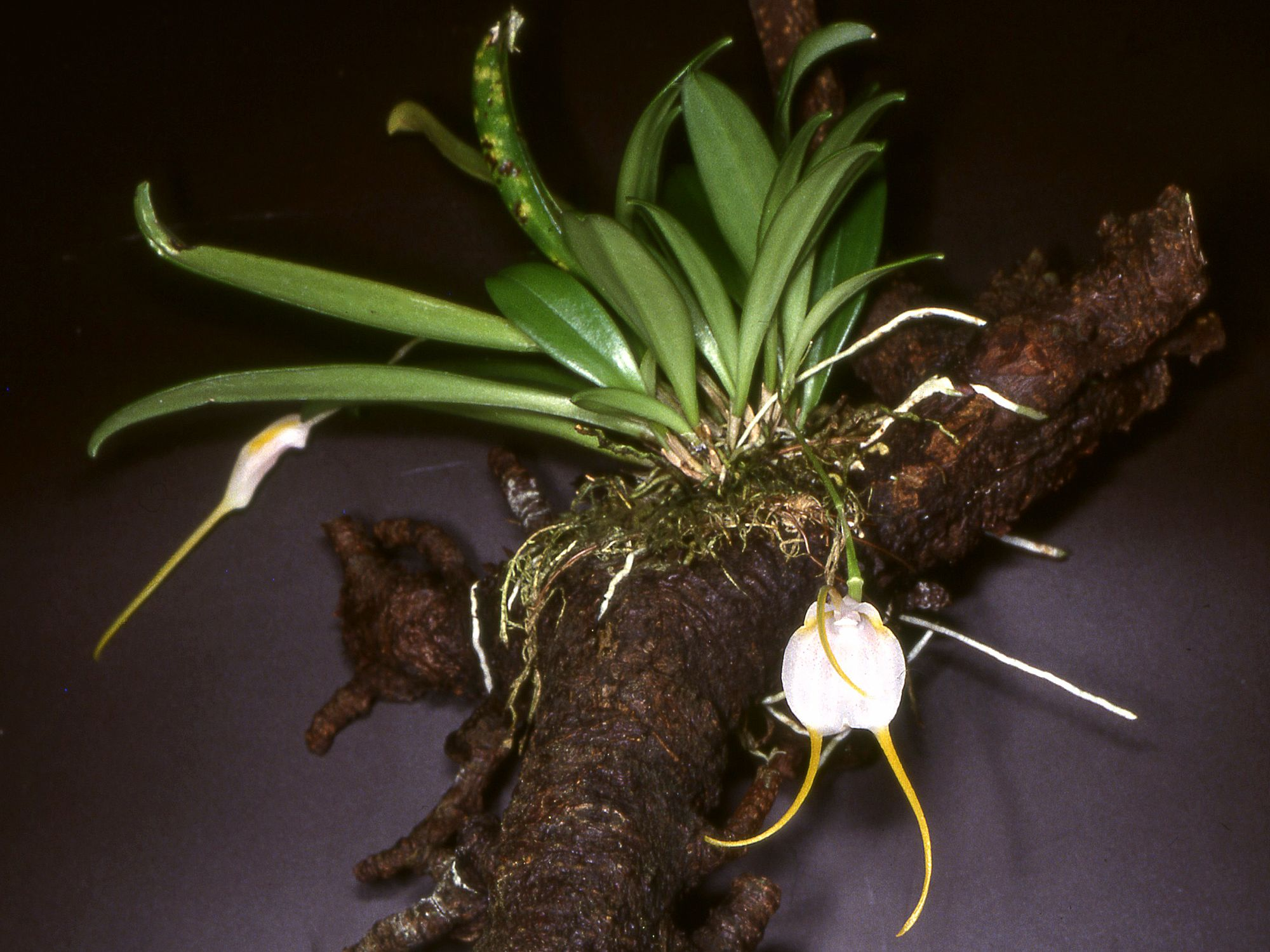
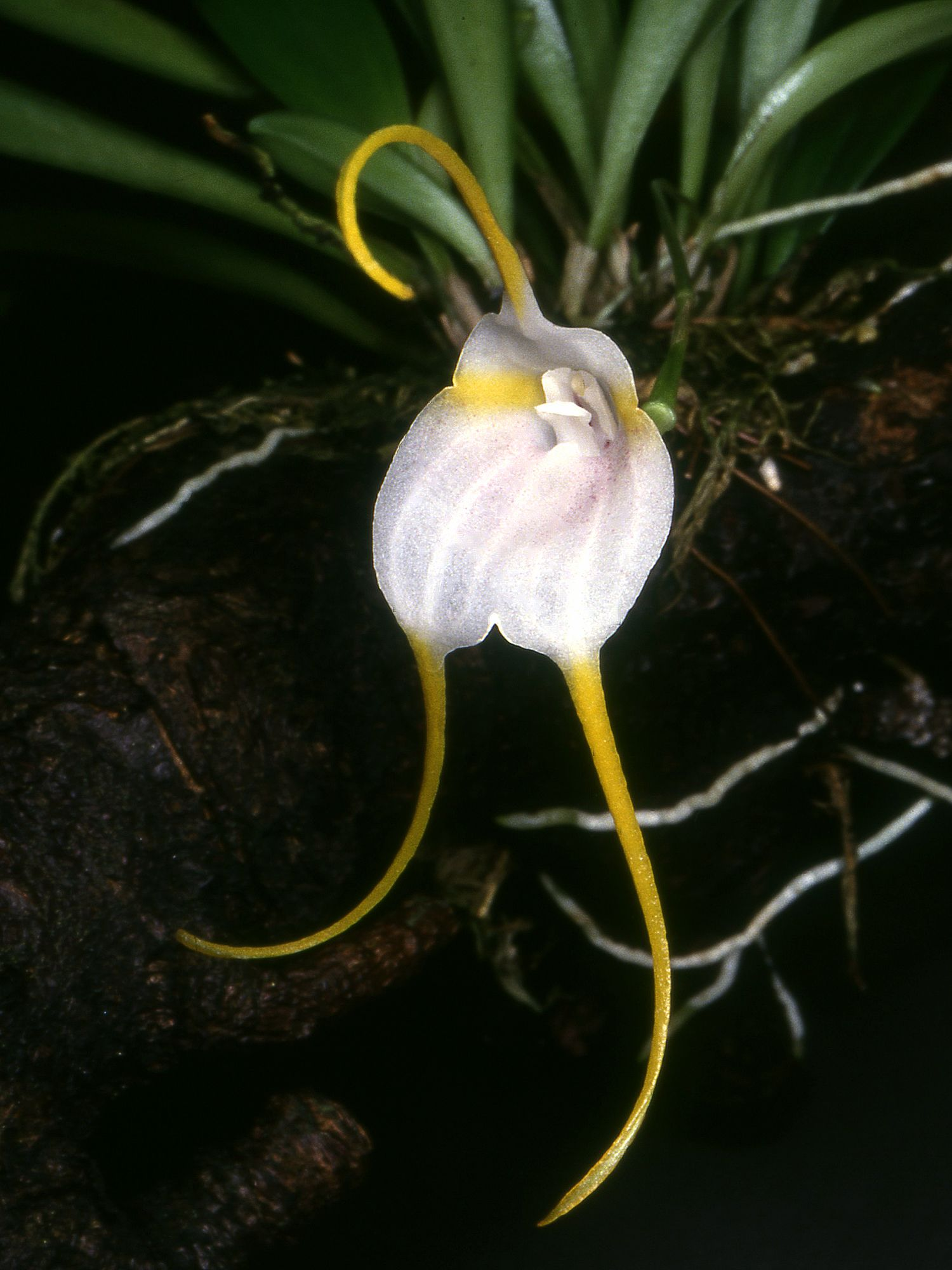